# Melinda e Melinda
Melinda e Melinda (Melinda and Melinda) è un film del 2004 diretto da Woody Allen.

## Trama
Durante una cena tra amici si discute sul senso della vita: se essa sia più tragica o più comica. A discutere sono due autori teatrali con una diversa opinione della vita, che si riflette anche nel loro lavoro. Dallo stesso punto di partenza (una ragazza di nome Melinda che arriva inattesa ad una cena) costruiscono, secondo i due punti di vista diversi, una storia basata sul personaggio principale: Melinda.
Nella versione drammatica, Melinda ha tentato il suicidio dopo che il marito, medico, è morto e lei ha perso l'affidamento dei figli a causa del suo trascorso di abuso di alcol e droghe; arriva inattesa a casa di Laurel, un'amica del liceo che ha organizzato una cena insieme al marito, attivo nel campo del cinema. Rimane ospite da loro, e nel frattempo fa la conoscenza con un pianista, Ellis, con cui inizia ad uscire e che sembra essere giusto per lei. Ma lui e l'amica diventano amanti e lei tenta di nuovo il suicidio dopo averlo scoperto.
Nella versione comica, Melinda è una laureata in storia dell'arte che ha preso parecchi sonniferi, e che chiede aiuto ai vicini di casa Hobie e Susan, che hanno organizzato una cena per reperire i fondi necessari al film della padrona di casa con protagonista il marito, attore che "non ha un nome conosciuto". Va tutto bene e diventano amici, e da qui inizia la ricerca dell'uomo ideale per Melinda, cosa che però secca il marito perché lui si è invaghito di lei; lui e la moglie si lasciano dopo che lui torna a casa e la trova a letto con il finanziatore, e per nulla scosso va ad un appuntamento con Melinda, che gli confida di aver conosciuto un pianista e di essere cotta di lui. Alla fine Melinda si accorgerà di essere innamorata di Hobie e si metteranno insieme.